# International Marxistisk Tendens
International Marxistisk Tendens (IMT) (engelsk: International Marxist Tendency, spansk: Corriente Marxista International – CMI) er en trotskistisk internationale. Organisationen har rødder tilbage i splittelsen af Fjerde Internationale og den britiske Militant-tendens i Labour-partiet. IMT har sektioner i over 30 lande fordelt på alle kontinenter. Revolutionære Socialister (2014) er den danske sektion. De største og mest kendte sektioner inkludere det pakistanske Class Struggle, det venezuelanske Lucha de Clases, det brasilianske Luta de Clases, det franske La Riposte, italienske Falce Martello og det britiske Socialist Appeal.
IMT er især kendt for sin analyse af at arbejderklassen i tilfælde af intensiveret klassekamp vil orientere sig imod sine traditionelle partier og organisationer. Derfor går IMT imod ideen om at opstarte nye partier, men mener i stedet at revolutionære socialister må organisere sig indenfor de eksisterende arbejderpartier og der kæmpe for at trække arbejderbevægelsen til venstre. Disse traditionelle arbejderpartier varierer fra land til land, men inkludere generelt både socialdemokratier, kommunistpartier og evt. andre lokale arbejderpartier. I Danmark anerkendes således både Socialdemokratiet, Socialistisk Folkeparti og Enhedslisten som traditionelle arbejderpartier, mens man i England kun anerkender Labour har samme position.
Den danske sektion af IMT hedder Revolutionære Socialister, med hovedsæde i København. De udgiver bladet Revolution, bøger samt administrere hjemmesiden marxist.dk.
I sit konkrete arbejde er IMT blevet særlig kendt for sit store solidaritetsarbejde med revolutionen i Venezuela samt revolutionerne i den arabiske verden og i Iran. IMT var initiativtager til oprettelsen af den internationale Hands Off Venezuela kampagne i solidaritet med og til forsvar for den venezuelanske revolution.
Blandt internationalens vigtigste teoretikere er afdøde Ted Grant, Alan Woods og Lal Khan.

## Udgivelser
IMT er kendt for at prioritere udgivelsen af aviser, teoretiske tidsskrifter og bøger meget højt. Alle lokale sektioner forventes således at udgive en avis på deres respektive sprog. I lande med flere sprog arbejder man for at udgive på alle sprogene. I Belgien udgiver man således både det flamske og det fransksprogede Unité Socialiste.
Ligeledes udgives der en række internationale magasiner som det engelsksprogede In Defence of Marxism, Asian Marxist Review, det spanske America Socialista og det arabiske Frihed og kommunisme. Ligeledes udgives der en lang række bøger, både nye og klassiske marxistiske værker, bl.a. igennem forlaget Wellred. IMT er ansvarlig for flere hjemmesider, både nationale og det internationale, In Defence of Marxism, samt teoretiske hjemmesider om Lev Trotskij, Trotsky.net, og Ted Grant, Ted Grant Internet Archive.